# Ліндон (Вермонт)
Ліндон (англ. Lyndon) — місто (англ. town) в США, в окрузі Каледонія штату Вермонт. Населення — 5491 особа (2020).

## Демографія
Згідно з переписом 2010 року, у місті мешкала 5981 особа в 2210 домогосподарствах у складі 1356 родин. Було 2406 помешкань
Расовий склад населення:
| - 95,5 % — білих - 1,9 % — азіатів - 0,6 % — чорних або афроамериканців - 0,4 % — корінних американців |

До двох чи більше рас належало 1,3 %. Частка іспаномовних становила 1,3 % від усіх жителів.
За віковим діапазоном населення розподілялося таким чином: 18,6 % — особи молодші 18 років, 66,5 % — особи у віці 18—64 років, 14,9 % — особи у віці 65 років та старші. Медіана віку мешканця становила 36,9 року. На 100 осіб жіночої статі у місті припадало 101,4 чоловіків;  на 100 жінок у віці від 18 років та старших — 99,1 чоловіків також старших 18 років.
Середній дохід на одне домашнє господарство  становив 54 790 доларів США (медіана — 41 464), а середній дохід на одну сім'ю — 69 859 доларів (медіана — 59 013). Медіана доходів становила 39 833 долари для чоловіків та 39 547 доларів для жінок. За межею бідності перебувало 19,5 % осіб, у тому числі 22,4 % дітей у віці до 18 років та 6,9 % осіб у віці 65 років та старших.
Цивільне працевлаштоване населення становило 2617 осіб. Основні галузі зайнятості: освіта, охорона здоров'я та соціальна допомога — 29,1 %, роздрібна торгівля — 17,3 %, мистецтво, розваги та відпочинок — 12,6 %, виробництво — 8,2 %.